# Rau má lá rau muống
Rau má lá rau muống hay còn gọi rau má lá rau muống cuống rau răm, dương đề thảo, tiết gà, cỏ mặt trời, rau chua lè, tam tróc, hồng bối diệp, nhất điểm hồng (danh pháp hai phần: Emilia sonchifolia) là một loài thực vật có hoa trong họ Cúc. là một loại cây nhỏ mọc hàng năm, cao 0.2 - 0.4 m thân nhẵn. Lá phía dưới hình mắt chim hay hình trứng có khi gốc hình tim, mép có răng cưa hay hơi chia thùy nhỏ, cuống dài, những lá sau hình 3 cạnh, chia lông chim, thùy tận cùng hình trứng hơi 3 cạnh, răng cưa to thô, lá ở trên hình 3 cạnh dài, không cuống, có tai và ôm vào thân. Cụm hoa hình đầu, hình trụ, dài 8-9 mm, rộng 4 mm, thường tụ 2-4 chiếc, cuống gầy, dài 3-6 cm, hoa màu hồng hay hơi tím. Quả bế dài 5,5 mm, có gợn ngắn. Loài này được (L.) DC. ex DC. miêu tả khoa học đầu tiên năm 1834.

## Thư viện ảnh

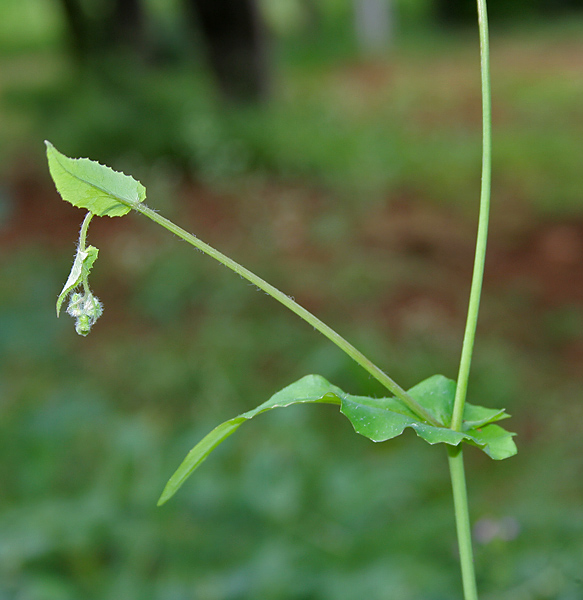
in Hyderabad, India.
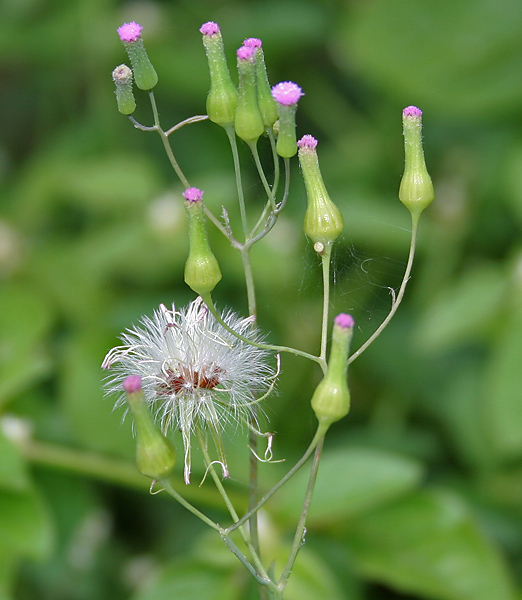
in Hyderabad, India.
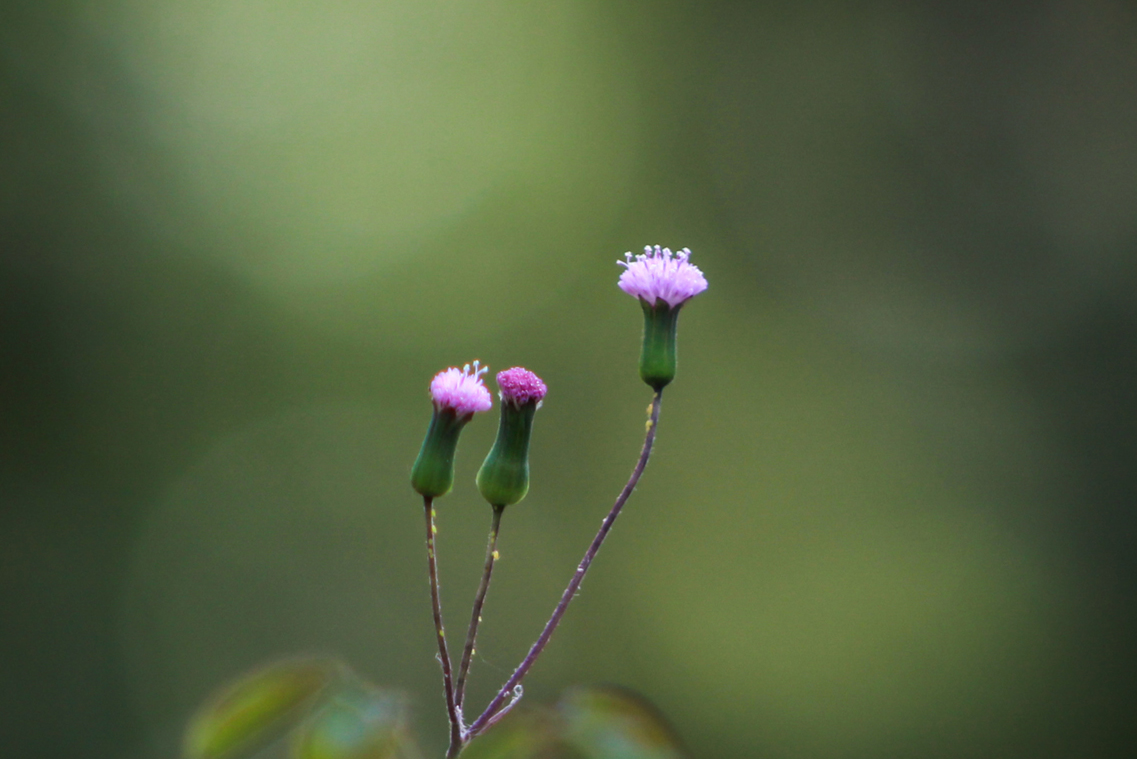
Emilia sonchifolia in South East Asia